# Вінілацетат
Віні́лацета́т — органічна сполука, естер оцтової кислоти складу CH3COOCHCH2. Вінілацетат є безбарвною, легкозаймистою рідиною із різким запахом. Вперше він був отриманий у 1912 році німецьким хіміком Фріцом Клатте.
Вінілацетат використовується головним чином для отримання полімерів та кополімерів, що, зокрема, йдуть на виробництво фарб, адгезивів, текстилю, паперу, жувальних ґумок. Він є сировиною для отримання важливих полімерів полівінілового спирту і полівінілбутирату, які є поширеними матеріалами для покриттів.

## Отримання
Нині відомо декілька можливих шляхів для його добування:
1. взаємодія ацетилену та оцтової кислоти:
  - у рідкій фазі, застосовуючи солі ртуті як гомогенний каталізатор;
  - у газовій фазі, в присутності солей цинку (гетерогенний каталізатор);
2. реакція оцтового ангідриду з етаналем;
3. реакція етилену з оцтовою кислотою і киснем;
  - у рідкій фазі в присутності солей паладію/міді як гомогенного каталізатору;
  - у газовій фазі із використанням гетерогенного паладієвмісного каталізатору;
4. реакція метилацетату або диметилового етеру з монооксидом вуглецю та воднем у присутності родію або платиноїдів як каталізатору.

### Приєднання оцтової кислоти до ацетилену

#### Рідкофазний процес
Взаємодія між оцтовою кислотою та ацетиленом відбувається за помірних температур у присутності солей ртуті як каталізатору:
{\displaystyle \mathrm {CH_{3}COOH+CH{\equiv }CH{\xrightarrow {60-100^{o}C,\ Hg^{2+}}}CH_{3}COOCH{=}CH_{2}} }; ΔH = -117 кДж/моль
Вінілацетат вперше був синтезований саме за цим способом. В наш час він має лише історичне значення.

#### Газофазний процес
Перший газофазний процес був спроектований у Мюнхені Консорціумом Електрохімічної промисловості. До 1965 року цей метод отримання вінілацетату був основним.
Каталізатором у даному процесі виступає активоване вугілля, що модифіковане солями цинку (наприклад, ацетатом цинку):
{\displaystyle \mathrm {CH_{3}COOH+CH{\equiv }CH{\xrightarrow {160-210^{o}C,\ Zn(OAc)_{2}}}CH_{3}COOCH{=}CH_{2}} }; ΔH = -117 кДж/моль
В ході синтезу ацетилен попередньо підігрівають і змішують із парою оцтової кислоти; оптимальне співвідношення ацетилен:кислота варіюється від 1:4 до 1:4,5. Підігріту суміш подають згодом до реактору. Тепло, що виділяється в результаті взаємодії відводиться охолоджувачами, а на виході з реактору газова суміш проходить кількастадійний процес охолодження, де кінцева температура сягає 0 °C, тим самим зріджуючи продукти реакції. Рідкий вінілацетат із домішками відділяється, а надлишкова частина газів (90% з них — ацетилен) повертається у реактор. Після перегонки рідких продуктів виділяють оцтову кислоту, яку повертають у реактор, і чистий вінілацетат.
Для запобігання небажаної полімеризації вінілацетату вносять добавки інгібітору. Найкраще для цього підходить гідрохінон, також використовують солі купруму, метиленовий синій, фенотіазин.
Температурний режим реакції підтримується у проміжку 160—170 °C, в залежності від вугілля, обраного для створення каталізатору. При підвищенні до 205—210 °C активність каталізатору знижується і утворюється більша кількість побічних продуктів. Типовий вихід вінілацетату за цим методом складає до 99%, а в кількісному відношенні — близько 60—70 г за годину на літр каталізатору.

### Етилідендіацетатний процес
Метод був спроектований американською компанією Celanese. Він включає в себе взаємодію оцтового альдегіду з оцтовим ангідридом та розкладання утвореного продукту — етилідендіацетату:
{\displaystyle \mathrm {CH_{3}CHO+(CH_{3}CO)_{2}O\leftrightarrows (CH_{3}COO)_{2}CHCH_{3}} }
{\displaystyle \mathrm {(CH_{3}COO)_{2}CHCH_{3}{\xrightarrow {t^{o}}}\ CH_{3}COOCH{=}CH_{2}+CH_{3}COOH} }
Перша реакція відбувається у рідкій фазі, в присутності каталізаторів на кшталт хлориду заліза(III). Деяка частина утвореного етилідендіацетату зворотньо розкладається на альдегід та ангідрид. Отриманий діацетат зазнає термального розкладу — для цього використовують каталітичну дію толуенсульфонової кислоти.

### Реакція оцтової кислоти з етиленом

#### Рідкофазний процес
У рідкофазному процесі етилен пропускається крізь розчин оцтової кислоти у присутності каталізатору PdCl2:
{\displaystyle \mathrm {CH_{2}{=}CH_{2}+CH_{3}COOH+PdCl_{2}\longrightarrow CH_{3}COOCH{=}CH_{2}+Pd+2HCl} }
У розчині також присутній CuCl2 та пропускається кисень, який бере участь у регенерації каталізатору:
{\displaystyle \mathrm {Pd+2CuCl_{2}\longrightarrow PdCl_{2}+2CuCl} }
{\displaystyle \mathrm {4CuCl+4HCl+O_{2}\longrightarrow CuCl_{2}+2H_{2}O} }
Оскільки одним із продуктів регенерації є вода, кінцевий продукт вінілацетат може гідролізуватися.
Синтез проводиться за температури 110—130 °C і тиску 3—4 МПа. Побічними продуктами за цим методом є CO2, мурашина кислота, щавлева кислота, хлоровані сполуки.

#### Газофазний процес
Газофазний метод було започатковано дещо раніше, ніж рідкофазний. Його використання розпочалося вже з 1968 року. Ніні близько 80% світового виробництва вінілацетату здійснюється саме за цим методом.
Етилен реагує з оцтовою кислотою і киснем у присутності твердих каталізаторів:
{\displaystyle \mathrm {2CH_{2}{=}CH_{2}+2CH_{3}COOH+O_{2}\longrightarrow 2CH_{3}COOCH{=}CH_{2}+2H_{2}O} }; ΔH = -178 кДж/моль
Усі застосовувані каталізатори містять паладій та солі лужних металів; вони наносяться на поверхню носіїв типу активованого вугілля, оксиду алюмінію, літієвих шпінелей. Додатковими активаторами є золото, родій, платину і кадмій.
Процес отримання вінілацетату проходить через стадію взаємодії з ацетатом паладію:
{\displaystyle \mathrm {CH_{2}{=}CH_{2}+(CH_{3}COO)_{2}Pd\longrightarrow CH_{3}COOCH{=}CH_{2}+CH_{3}COOH+Pd} }
{\displaystyle \mathrm {2Pd+4CH_{3}COOH+O_{2}\longrightarrow 2(CH_{3}COO)_{2}Pd+2H_{2}O} }
Вихідний етилен насичують парою оцтової кислоти і подають у випарювач, підігріваючи суміш до необхідної температури. Після того суміш змішується із киснем в окремій камері. Перетворення вихідних речовин складає 8—10% для етилену, 15—35% для кислоти і 90% для кисню. Умовами синтезу є надлишковий тиск 0,5—1,2 МПа і температура 140 °C.
Газова суміш охолоджується після реакційної камери і направляється на дистиляцію. На цьому етапі важливою є відгонка води від кінцевого продукту. Для уникнення полімеризації вінілацетату під час дистиляції, вносять добавки гідрохінону, бензохінону або пропускають струмінь кисню.
Побічні продукти методу: вода, CO2, незначні кількості етилацетату, етилідендіацетату та глікольацетату.

### Реакція метилацетату з CO та H2
Також застосовується метод карбонілювання метилацетату:
{\displaystyle \mathrm {2CH_{3}COOCH_{3}+2CO+H_{2}\longrightarrow (CH_{3}COO)_{2}CHCH_{3}+CH_{3}COOH} }
Реакція проводиться у рідкій фазі при 150 °C і тиску 7 МПа. Як каталізатори тут використовуються солі родію, йодометан та аміни.
Отриманий діацетат згодом розкладають, отримуючи вінілацетат:
{\displaystyle \mathrm {(CH_{3}COO)_{2}CHCH_{3}{\xrightarrow {t^{o}}}\ CH_{3}COOCH{=}CH_{2}+CH_{3}COOH} }
Утворена в ході реакцій оцтова кислота може бути застосована повторно — після додавання метанолу і отримання вихідного естеру:
{\displaystyle \mathrm {CH_{3}COOH+CH_{3}OH\longrightarrow CH_{3}COOCH_{3}+H_{2}O} }
Альтернативною сировиною є диметиловий етер:
{\displaystyle \mathrm {CH_{3}OCH_{3}+CO\longrightarrow CH_{3}COOCH3} }
Побічні продукти утворюються на всіх етапах синтезу, а їхнє виокремлення є вельми дорогим, тому цей метод не знайшов широкого застосування.

## Хімічні властивості
Серед хімічних властивостей вінілацетату найбільше значення має його здатність до полімеризації: 
Полімеризація відбувається за вільнорадикальним механізмом. Ініціюють реакцію неорганічні пероксиди, азосполуки, окисно-відновні системи, дія сонячного світла або високоенергетичне іонізаційне випромінювання. Полімеризування інгібується або суттєво сповільнюється у присутності кисню, ароматичних гідрокси, нітро- та аміносполук, хінону, кротонового альдегіду, солей купруму, сульфуру. Енергетичний ефект процесу складає 1035,8 кДж/кг.
Вінілацетат гідролізується під дією кислотного або термічного каталізу. Ця реакція проходить у 1000 разів швидше, ніж у його насиченого аналога — етилацетату. Гідроліз веде до утворення оцтової кислоти та вінілового спирту, який швидко таутомеризується до етаналю:
{\displaystyle \mathrm {CH_{3}COOCH{=}CH_{2}{\xrightarrow {KAT}}\ CH_{3}COOH+CH_{2}{=}CHOH} }
{\displaystyle \mathrm {CH_{2}{=}CH{-}OH\leftrightarrows CH_{3}{-}CH{=}O} }
Вінілацетат реагує з галогеноводнями із утворенням 1-галогеноетилацетатів (взаємодія проходить відповідно до правила Марковникова):
{\displaystyle \mathrm {CH_{3}COO{-}CH{=}CH_{2}+HCl\longrightarrow CH_{3}COO{-}CHCl{-}CH_{3}} }
Аналогічно проходить реакція і з синильною кислотою:
{\displaystyle \mathrm {CH_{3}COO{-}CH{=}CH_{2}+HCN\longrightarrow CH_{3}COO{-}CH(CN){-}CH_{3}} }
Взаємодіючи з оцтовою кислотою, утворюється етилідендіацетат:
{\displaystyle \mathrm {CH_{3}COOCH{=}CH_{2}+CH_{3}COOH\longrightarrow (CH_{3}COO)_{2}CHCH_{3}} }
Вінілацетат окиснюється пероксидом водню до гідроксіоцтового альдегіду:
{\displaystyle \mathrm {CH_{3}COOCH{=}CH_{2}+H_{2}O_{2}\longrightarrow 2HO{-}CH_{2}CHO)} }
Наявна у молекулі вінільна група бере участь у взаємодії з дієнами за реакцією Дільса — Альдера:
При взаємодії зі спиртами утворюється відповідний естер та етаналь:
{\displaystyle \mathrm {CH_{3}COOCH{=}CH_{2}+CH_{3}OH\longrightarrow CH_{3}COOCH_{3}+CH_{3}CHO} }
В результаті термічного розщеплення вінілацетат розпадається на етаналь та етенон (кетен):
{\displaystyle \mathrm {CH_{3}COOCH{=}CH_{2}{\xrightarrow {t^{o}}}\ CH_{3}CHO+CH_{2}{=}C{=}O} }